# Shane (cómic)
Shane es un cómic publicado a mediados de los 80 y en los 90 dentro del álbum D'artagnán por editorial Columba. Fue escrito por el guionista Armando Fernández, bajo el pseudónimo de Ned Patton, mientras que los dibujos estuvieron a cargo de los dibujantes Alberto Saichann y luego por Alberto Caliva. En el caso de Saichann, que previamente se había dedicado a ilustrar historietas románticas para el álbum Intervalo, también editado por Columba, buscaba un cambio en su estilo artístico y logró producir con Shane un ambiente de novela negra que resultó del agrado de los lectores.

### Concepción y argumento
El personaje de Shane se basa en el interpretado por el actor Charles Bronson en la película "Death Wish", no desde el punto de vista estético sino desde lo conceptual. Cuando la mafia mata a su hermano, un honrado policía, Shane da inicio a una larga cruzada en busca de los asesinos como venganza personal, utilizando un nivel de violencia equiparable al que emplean los mismos delincuentes. Shane es un veterano de la guerra de Vietnam, descreído de la justicia y radicado en las calles de New York.
La serie rompió con muchos de los moldes que había utilizado la editorial Columba hasta ese momento. Shane hacía caso omiso de la ley, lo cual era un punto de rompimiento para el héroe clásico. Por otra parte se terminaba enamorando de Doll, una prostituta que trabajaba en las calles neoyorkinas con la cual finalmente él se casa. La serie también presentaba otra novedad para la época en que fue producida al mostrar que el asesino del hermano de Shane era un sicario transexual.

## Personajes principales
- Shane un veterano de guerra renegado de la ley que busca hacer justicia por mano propia contra los asesinos de su hermano
- Doll una prostituta de la cual el protagonista se enamora y ambos terminan casándose. Doll suele prestarle ayuda a Shane en diversas oportunidades.
- Fiona, un asesino transexual que en verdad se hace llamar "Fusilador" en el barrio neoyorkino de Harlem
- Edward, el hermano de Shane por el cual él busca venganza.[2]